# Rama III
Poramin Maha Dżessadabodindra, Phra Nangklao Chaoyuhua (ur. 31 marca 1787, zm. 2 kwietnia 1851), oficjalnie zwany Ramą III, był trzecim królem Syjamu (Tajlandii) z dynastii Czakri. Panował w okresie od 21 lipca 1824 r. do 2 kwietnia 1851 r. Objął tron Syjamu po śmierci swego ojca, Buddhy Loetla Nabhalai. Sukcesja Dżessadabodindry wzbudziła kontrowersje, gdyż był synem konkubiny króla. W drodze do tronu uprzedził księcia Mongkuta, pełnoprawnego następcę tronu i syna królowej Srisurijendry.
W czasie rządów Dżessadabodindry Syjam uzyskał dominację w rejonie Indochin. Toczył wojny w Laosie, Kambodży i Wietnamie. Dżessadabodindra słynął z upodobania do kultury chińskiej. Jako młody książę prowadził korzystne interesy handlowe z Chinami, dzięki którym wzbogacił skarbiec królewski.

## Młodość
Książę Tub urodził się w roku 1787. Jego rodzicami byli książę Isarasundhorn oraz jedna z jego konkubin, Chao Chom Manda Riam. Po koronacji księcia Isarasundhorn na władcę Syjamu w roku 1809, książę Kszatrijanuczit wzniecił powstanie w celu obalenia nowego króla i przejęcia władzy. Książę Tub otrzymał misję stłumienia powstania. Z powodzeniem wywiązał się z zadania, czym zyskał sobie uznanie ojca. Król mianował go księciem Dżessadabodindra i powierzył mu stanowisko ministra handlu i spraw zagranicznych. W czasie pełnienia funkcji ministra, książę zdobył wprawę w handlu zagranicznym i zainteresował się kulturą chińską. Architektura chińska wywarła wpływ na wygląd świątyń, które wznoszono w czasie jego rządów.

## Sukcesja
Gdy Dżessadabodindra troszczył się o sprawy handlowe, jego przyrodni brat, książę Mongkut, prowadził wojnę religijną. Został mnichem buddyjskim w roku 1824. W tym samym roku zmarł król Buddha Loetla Nabhalai, nie zostawiwszy wytycznych odnośnie do sukcesji tronu. Zgodnie z tradycją, insygnia królewskie powinien otrzymać syn królowej, czyli książę Mongkut. Jednak kolegium szlacheckie doszło do wniosku, że odpowiedniejszym kandydatem jest książę Dżessadabodindra, bardziej doświadczony w kontaktach z sąsiednimi państwami.
Dżessadabodindra przyjął namaszczenie na monarchę. Jego koronacja odbyła się w roku 1824. Jego matce, Riam, przyznano honorowy tytuł Księżnej Matki Srisuralai. Tymczasem książę Mongkut zdecydował się poświęcić swoje życie stanowi duchownemu i nie mieszać się w sprawy polityczne.

## Traktat z Brytyjczykami
W roku 1823 wybuchła pierwsza wojna angielsko-birmańska. Rok później Brytyjczycy poprosili Tajlandię o wsparcie. Dżessadabodindra zaoferował wojskom angielskim pomoc tajskich okrętów oraz dostarczenie im słoni, które mogłyby przedzierać się przez birmańskie puszcze. Również armia Syjamu brała udział w inwazji na Birmę. W zamian Brytyjczycy obiecali królowi przyłączenie części zdobytych ziem do Tajlandii.
Książę Phraya Chumporn wydał rozkaz ewakuacji birmańskiego miasta Mergui (w Azji Południowo-wschodniej zwyczajowa praktyka w stosunku do nowo-zdobytych terytoriów), które zostało podbite przez Brytyjczyków. Brytyjczycy skrytykowali postępowanie Phraya Chumporna, wskutek czego we wzajemnych relacjach pojawiły się niesnaski. W celu uniknięcia konfliktu, Dżessadabodindra nakazał wycofanie armii tajskiej z Birmy.
W roku 1825, pod przewodnictwem emisariusza brytyjskiej Kompanii Wschodnioindyjskiej odbyły się negocjacje porozumień pokojowych. Traktat Burneya to pierwszy pakt podpisany przez rząd Tajlandii z państwami zachodnimi w okresie Rattakosin. Na jego mocy, w Tajlandii wprowadzono wolny rynek i obniżono cła dla zagranicznych statków handlowych.

## Rebelia Anouvonga
W roku 1778 przyszły król Tajlandii, Buddha Yodfa Chulalok, podbił trzy laotańskie królestwa (Wientian, Luang Prabang, Czampasak) i uczynił je lennami Syjamu. Wziął przy tym za jeńca syna króla Wientianu, Anouvonga. Zakładnik przebywał w Tajlandii przez blisko trzydzieści lat. W czasie wojny z Birmą walczył w szeregach armii tajskiej. W roku 1805 Anouvong wrócił do Wientianu i koronował się na króla.
W roku 1824 zmarł król Buddha Loetla Nabhalai. Tajlandia uwikłała się w konflikt z Imperium Brytyjskim. Anouvong postanowił wykorzystać zamieszanie polityczne, by wyzwolić swoje królestwo spod dominacji Bangkoku. W roku 1825, po powrocie z pogrzebu króla Tajlandii, Anouvong zdobył miasto Korat i zmusił je do ewakuacji. Niespodziewanie, jeńcy z Koratu pod dowództwem żony władcy Koratu, Mo, zbuntowali się przeciwko zdobywcy miasta. Pokonany Anouvong zdecydował się wycofać do Wientianu.
Dżessadabodindra wyprawił armię swojego brata, Maha Sakdi Ponsepa, do prowincji Isan, gdzie miała ona stoczyć walkę z Anouvongiem. Kampania zakończyła się sukcesem, a Anouvong uciekł do Wietnamu. Wojska tajskie zdobyły Wientian, po czym zarządziły ewakuację miasta.
W roku 1827 król Dżessadabodindra nakazał zrównanie Wientianu z ziemią. Anouvong wrócił na arenę walki, wsparty przez armię wietnamską. Oddziałami tajskimi dowodził Maha Sakdi Ponsepa. Do decydującej bitwy doszło pod Nongkai. Anouvong został po raz kolejny pokonany i pojmany w trakcie próby ucieczki. Wientian obrócono w ruinę. Dwieście lat rozwoju miasta odeszło tym samym w niepamięć. Anouvong został uwięziony w metalowej klatce, którą wystawiono przed zamkiem Suthaisawan. Zmarł w roku 1828.

## Nazewnictwo królestwa
Gdy proklamowano królestwo w Bangkoku, żadnego z królów Tajlandii nie nazywano zgodnie z tradycją królewską. Rządy dziadka Dżessadabodindry Tajlandczycy ogłosili "pierwszym królestwem", a rządy jego ojca – "średnim królestwem". Okres panowania Dżessadabodindry nosił miano "ostatniego królestwa", co niektórzy współcześni uważali za zwiastun końca dynastii Czakri.
Dżessadabodinra kazał wyrzeźbić dwa posągi Buddy, które przedstawiały podobizny jego ojca i dziadka. Dlatego obaj władcy otrzymali przydomki "Budda". Po śmierci Dżessadabodindry, jego brat i następca tronu, Mongkut, określił go przydomkiem "Nangklao". Ponadto wprowadził nową, systematyczną nomenklaturę królewską.

## Wietnam i Kambodża
W roku 1810 wojny domowe w Kambodży zmusiły dwóch książąt z tego kraju, Ang Ima i Ang Duonga, do ucieczki do Bangkoku. Khmerski król Ottejradża zwrócił się do władcy Wietnamu, Gia Longa, o pomoc w walce z innymi książętami. Władze Tajlandii uznały, że interwencja wietnamska w Kambodży zagraża ich własnym interesom w tym regionie.
W roku 1833 w Wietnamie wybuchło powstanie przeciwko królowi Minh Mạngowi. Przywódca powstania, Lê Văn Khôi, zwrócił się do Tajlandii z prośbą o wsparcie militarne. Dżessadabodindra rozważał wypowiedzenie wojny Wietnamowi, odkąd wpływy tego kraju w Kambodży zaczęły wzrastać. Zamierzał wykorzystać powstanie Lê Văn Khôia jako okazję do osadzenia na tronie Kambodży swojego zwolennika.
Książę Rajasupawadi, awansowany na Chao Phraya Bodindecha, otrzymał misję przejęcia kontroli nad Sajgon, gdzie miał do niego dołączyć dowódca floty – minister handlu i spraw zagranicznych (Krom Tha). W ekspedycji wzięli udział również dwaj książęta kambodżańscy – Ang Im oraz Ang Duong. Bodinecha zdobył Udongk, natomiast flota sforsowała port Bantey Mas, po czym została odparta pod Sajgonem.
Bodinecha wziął szturmem stolicę Kambodży, Phnom Penh. Ponowny atak lądowy na Wietnam przypuścił w roku 1842. W 1845 r. armia wietnamska odbiła z rąk syjamskich Phnom Penh, jednak Bodinecha zdołał ocalić Udongk. W roku 1847, w odpowiedzi na politykę wietnamskiego cesarza Thiệu Trị wobec chrześcijańskich misjonarzy, Francja dokonała inwazji na Wietnam. Zagrożenie ze strony europejskiego mocarstwa skłoniło Wietnam do negocjacji pokojowych z Tajlandią. Na mocy podpisanego porozumienia na tronie Kambodży zasiadł Ang Duong, a wpływ na jego politykę miały na równych prawach rządy: tajski i wietnamski.

## Wierzący król
Król Dżessadabodindra (Nangklao) słynął z wierności zasadom buddyzmu. Odkąd został księciem, codziennie udzielał jałmużny biedakom i uwalniał zwierzęta na każde święta. Podczas jego rządów zbudowano i odrestaurowano ponad 50 świątyń, włącznie z pierwszą świątynią w stylu chińskim w Rajaorasa, najwyższym obeliskiem w Wat Arun, Złotą Górą w Wat Sraket, metalową świątynią w Wat Ratchanadda oraz ze świątynią Chetupol w Wat Pho. Wat Pho jest również siedzibą pierwszego uniwersytetu w Tajlandii.

## Śmierć i ocena panowania

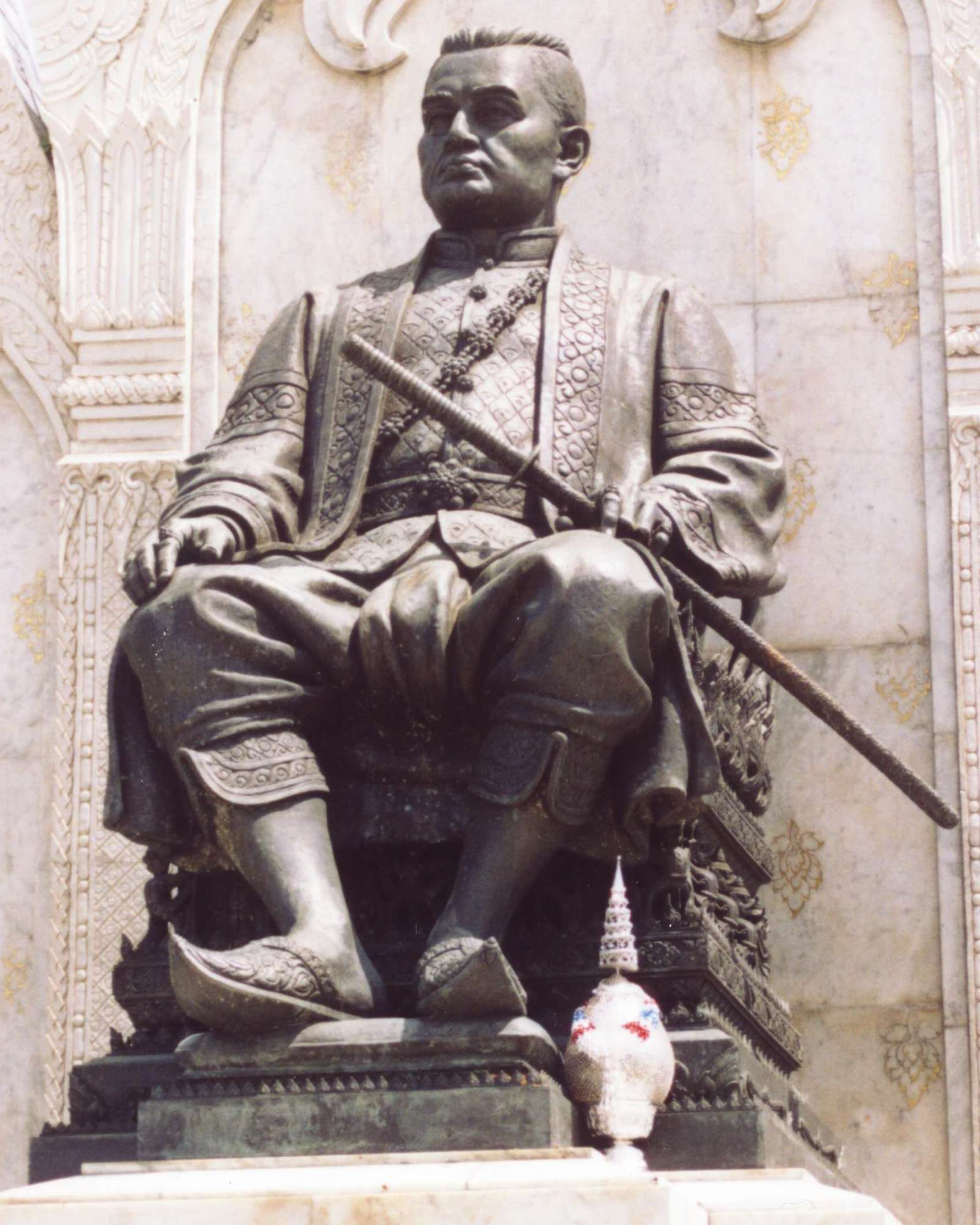
Pomnik króla w Bangkoku

Panowanie Dżessadabodindry przyczyniło się do odnowienia kontaktów z zachodem. Pierwsza amerykańska delegacja, na czele z prezydentem Andrew Jacksonem, zawitała do Tajlandii w roku 1832. Amerykański fizyk Dan Beach Bradley był najbardziej znaną w Bangkoku postacią ze świata zachodniego. Zrewolucjonizował on miejscowe techniki drukarskie i wprowadził powszechne szczepienia.
Dżessadabodindra zmarł w roku 1851. Nie pozostawił wytycznych odnośnie do wyboru następcy. Wobec tego prawa do tronu przekazano jego przyrodniemu bratu, Mongkutowi. W czasie swoich rządów, Dżessadabodindra nie mianował królową żadnej ze swoich żon.
Krążą legendy, że na łożu śmierci Dżessadabodindra udzielił Tajlandczykom przestrogi:
"Nasze wojny w Birmą i Wietnamem zakończyły się, pozostało tylko zagrożenie ze strony państw zachodnich. Powinniśmy poznać ich naukę i technikę dla naszego własnego dobra. Nigdy nie powinniśmy jednak popadać na tym punkcie w obsesję lub stan uwielbienia dla nich."
Po śmierci Dżessadabodindry, pod rządami Mongkuta, Tajlandia znalazła się pod silnym wpływem państw zachodnich. Przewidywał, że sąsiednie królestwa Birmy i Wietnamu popadną w zależność kolonialną od państw europejskich. Ostatnie oświadczenie Dżessadabodindry świadczy o tym, że król spodziewał się zagrożenia ze strony Europejczyków. Niemniej jednak był do nich nastawiony przychylnie, w przeciwieństwie do większości ówczesnych władców azjatyckich.